# Storbritannien ved sommer-OL 1908
Storbritannien ved sommer-OL 1908. 767 sportsudøvere fra Storbritannien deltog i 25 sportsgrene under Sommer-OL 1908 i London. Hjemmenationen Storbritannien blev bedste nation med 56 guld-, 51 sølv- og 39 bronzemedaljer, totalt 146 medaljer; mere end tre gange flere end USA, som kom på andenpladsen. 

## Medaljer
| 1908 London    | Guld | Sølv | Bronze | Total |
| Storbritannien | 56   | 51   | 39     | 146   |

## Medaljevinderne
| Storbritannien under OL 1908 London | Storbritannien under OL 1908 London | Storbritannien under OL 1908 London | Storbritannien under OL 1908 London | Storbritannien under OL 1908 London                                                    |
| Medaljer                            | Udøver | Sport                               | Øvelse                              | Resultat                                                                               |
| ----------------------------------- | --- | ----------------------------------- | ----------------------------------- | -------------------------------------------------------------------------------------- |
| Guld                                | Timothy Ahearne | Atletik                             | Trespring                           | 14,92 meter (WR)                                                                       |
| Guld                                | Stanley Bacon | Brydning                            | mellemvægt, fristil                 |                                                                                        |
| Guld                                | Charles Henry Bartlett | Cykling                             | 100 km                              | 2.41.48,6                                                                              |
| Guld                                | Harry Blackstaffe | Roning                              | Singelsculler                       | 9.26,0 min                                                                             |
| Guld                                | Arthur Carnell | Skydning                            | 50 og 100 yards riffel              | 387 point                                                                              |
| Guld                                | Dorothea Chambers | Tennis                              | Single, damer                       |                                                                                        |
| Guld                                | William Dod | Bueskydning                         | York Round                          | 815 point                                                                              |
| Guld                                | John Douglas | Boksning                            | mellemvægt                          |                                                                                        |
| Guld                                | Gwendoline Eastlake-Smith | Tennis                              | Single indendørs, damer             |                                                                                        |
| Guld                                | Arthur Gore | Tennis                              | Single indendørs, mænd              |                                                                                        |
| Guld                                | Frederick Grace | Boksning                            | letvægt                             |                                                                                        |
| Guld                                | Richard Gunn | Boksning                            | fjervægt                            |                                                                                        |
| Guld                                | Wyndham Halswelle | Atletik                             | 400 meter                           | 50,0 sekunder                                                                          |
| Guld                                | Victor Johnson | Cykling                             | 1 Runde 660 yards                   | 51,2 sek                                                                               |
| Guld                                | Benjamin Jones | Cykling                             | 5000 meter                          | 8.36,2                                                                                 |
| Guld                                | Clarence Kingsbury | Cykling                             | 20 km                               | 34.13,6                                                                                |
| Guld                                | George Larner | Atletik                             | 10 miles kapgang                    | 1.15.57,4                                                                              |
| Guld                                | George Larner | Atletik                             | 3 500 meter kapgang                 | 14.55,0                                                                                |
| Guld                                | Sybil Newall | Bueskydning                         | National Round, damer               | 688 point                                                                              |
| Guld                                | Evan Noel | Rackets                             | rackets single, mænd                |                                                                                        |
| Guld                                | Albert Oldman | Boksning                            | sværvægt                            |                                                                                        |
| Guld                                | George de Relwyskow | Brydning                            | letvægt, fristil                    |                                                                                        |
| Guld                                | Josiah Ritchie | Tennis                              | Single, mænd                        |                                                                                        |
| Guld                                | Arthur Russell | Atletik                             | 3200 meter hinder                   | 10,47,8 (WR)                                                                           |
| Guld                                | William Styles | Skydning                            | 25 meter riffel forsvindende mål    | 45 point                                                                               |
| Guld                                | Madge Syers-Cave | Kunstskøjteløb                      | Damer, single                       | 1262,5 point                                                                           |
| Guld                                | Henry Thomas | Boksning                            | bantamvægt                          |                                                                                        |
| Guld                                | Emil Voigt | Atletik                             | 5 miles                             | 25.11,2                                                                                |
| Guld                                | Arthur Gore Herbert Barrett | Tennis                              | Double indendørs, mænd              |                                                                                        |
| Guld                                | George Hillyard Reginald Doherty | Tennis                              | Double, mænd                        |                                                                                        |
| Guld                                | Vane Pennell John Jacob Astor | Rackets                             | rackets double, mænd                |                                                                                        |
| Guld                                | Gyrinus Thomas Thornycroft Bernard Redwood John Field-Richards | Motorbådssport                      | Klasse B                            |                                                                                        |
| Guld                                | Gyrinus Thomas Thornycroft Bernard Redwood John Field-Richards | Motorbådssport                      | Klasse C                            |                                                                                        |
| Guld                                | Joseph Deakin Archie Robertson William Coales | Atletik                             | 3 miles holdløb                     | 6                                                                                      |
| Guld                                | Leon Meredith Benjamin Jones Ernest Payne Clarence Kingsbury | Cykling                             | 4000 m, hold                        | 2.18,6                                                                                 |
| Guld                                | Alexander Maunder James Pike Charles Palmer John Postans Frank Moore Peter Easte | Skydning                            | Trap, hold                          | 407 point                                                                              |
| Guld                                | Maurice Matthews Harold Humby William Pimm Edward Amoore | Skydning                            | 50 og 100 yards riffel, hold        | 771 point                                                                              |
| Guld                                | City of London Police Edward Barrett John Duke Frederick Goodfellow Frederick Humphreys William Hirons Albert Ireton Frederick Merriman Edwin Mills John Shepherd                                                                            | Tovtrækning                         | Tovtrækning, mænd                   |                                                                                        |
| Guld                                | Charles Sydney Smith George Nevinson George Cornet Thomas Thould George Wilkinson Paul Radmilovic Charles Forsyth | Vandpolo                            | Vandpolo                            | Finale: · 9 - 2 Belgien                                                                |
| Guld                                | Horace Bailey Arthur Berry Frederick Chapman Walter Corbett Harold Hardman Robert Hawkes Kenneth Hunt Herbert Smith Henry Stapley Clyde Purnell Vivian Woodward                                                                              | Fodbold                             | fodbold, mænd                       | Kvartfinale: · 12 - 1 Sverige · Semifinale: · 4 - 0 Holland · Finale: · 2 - 0 Danmark  |
| Guld                                | England · Louis Baillon · Harry Freeman · Eric Green · Gerald Logan · Alan Noble · Edgar Page · Reginald Pridmore · Percy Rees · John Yate Robinson · Stanley Shoveller · Harvey Wood                                                        | Landhockey                          | Landhockey, herrer                  | Kvartfinale: · 10 - 1 Frankrig · Semifinale: · 6 - 1 Skotland · Finale: · 8 - 1 Irland |
| Guld                                | Albert Gladstone Frederick Kelly Banner Johnstone Guy Nickalls Charles Burnell Ronald Sanderson Raymond Etherington-Smith Henry Bucknall Gilchrist MacLagan (styrmand)                                                                       | Roning                              | Otter                               | 7.52,0 min                                                                             |
| Guld                                | John Fenning Gordon Thomson | Roning                              | Toer uden styrmand                  | 9.41,0 min                                                                             |
| Guld                                | Collier Cudmore James Angus Gillan Duncan MacKinnon John Somers-Smith | Roning                              | Fire uden styrmand                  | 8:34,0 min                                                                             |
| Guld                                | Roehampton Charles Darley Miller George Arthur Miller Patteson Nickalls Herbert Haydon Wilson | Polo                                | polo                                |                                                                                        |
| Guld                                | "Dormy" Gilbert Laws Thomas McMeekin Charles Crichton | Sejlsport                           | 6-meterklassen                      |                                                                                        |
| Guld                                | "Heroine" Charles Rivett-Carnac Norman Bingley Frances Rivett-Carnac Richard Dixon | Sejlsport                           | 7-meterklassen                      |                                                                                        |
| Guld                                | "Cobweb" Blair Cochrane Arthur Wood Henry Sutton John Rhodes Charles Campbell | Sejlsport                           | 8.meterklassen                      |                                                                                        |
| Guld                                | "Hera" Thomas Glen-Coats John Aspin John Buchanan James Bunten Arthur Downes John Downes David Dunlop John Mackenzie Albert Martin Thomas Tait                                                                                               | Sejlsport                           | 12-meterklassen                     |                                                                                        |
| Sølv                                | Penelope Boothby | Tennis                              | Single, damer                       |                                                                                        |
| Sølv                                | Reginald Brooks-King | Bueskydning                         | York Round, herrer                  | 768 point                                                                              |
| Sølv                                | George Caridia | Tennis                              | Single indendørs, mænd              |                                                                                        |
| Sølv                                | John Condon | Boksning                            | bantamvægt                          |                                                                                        |
| Sølv                                | Arthur Cumming | Kunstskøjteløb                      | Specialfigurer herrer               | 164,0 point                                                                            |
| Sølv                                | Arthur Denny | Cykling                             | 100 km                              |                                                                                        |
| Sølv                                | Charlotte Dod | Bueskydning                         | National Round, damer               | 642 point                                                                              |
| Sølv                                | Sydney Evans | Boksning                            | sværvægt                            |                                                                                        |
| Sølv                                | Angela Greene | Tennis                              | Single indendørs, damer             |                                                                                        |
| Sølv                                | Frederick Hamlin Horace Johnson | Cykling                             | 2000 m tandem                       |                                                                                        |
| Sølv                                | Harold Hawkins | Skydning                            | 25 meter riffel forsvindende mål    | 45 point                                                                               |
| Sølv                                | Charles Hefferon | Atletik                             | Maraton                             | 2.56.06,0                                                                              |
| Sølv                                | Denis Horgan | Atletik                             | Kuglestød                           | 13,62 meter                                                                            |
| Sølv                                | Harold Humby | Skydning                            | 50 og 100 yards riffel              | 386 point                                                                              |
| Sølv                                | Benjamin Jones | Cykling                             | 20 km                               |                                                                                        |
| Sølv                                | Phyllis Johnson James H. Johnson | Kunstskøjteløb                      | Par                                 | 51,5 point                                                                             |
| Sølv                                | Henry Leaf | Rackets                             | rackets single, mænd                |                                                                                        |
| Sølv                                | Alexander McCulloch | Roning                              | Singelsculler                       |                                                                                        |
| Sølv                                | Maurice Matthews | Skydning                            | 25 meter riffel bevægeligt mål      | 24 point                                                                               |
| Sølv                                | Eustace Miles | Jeu de paume                        | Par                                 | 51,5 point                                                                             |
| Sølv                                | Charles Morris | Boksning                            | fjervægt                            |                                                                                        |
| Sølv                                | Edward Owen | Atletik                             | 5 miles                             | 25.24,0                                                                                |
| Sølv                                | William Press | Brydning                            | bantamvægt, fristil                 |                                                                                        |
| Sølv                                | Thomas Ranken | Skydning                            | Løbende hjort enkeltskud,           | 24 point                                                                               |
| Sølv                                | Thomas Ranken | Skydning                            | Løbende hjort dobbeltskud,          | 46 point                                                                               |
| Sølv                                | George de Relwyskow | Brydning                            | mellemvægt, fristil                 |                                                                                        |
| Sølv                                | Archie Robertson | Atletik                             | 3200 meter hinder                   | 10.48,4                                                                                |
| Sølv                                | James Slim | Brydning                            | fjervægt, fristil                   |                                                                                        |
| Sølv                                | Frederick Spiller | Boksning                            | letvægt                             |                                                                                        |
| Sølv                                | Walter Tysall | Gymnastik                           | Mangekamp                           | 312,0                                                                                  |
| Sølv                                | Ernest Webb | Atletik                             | 3 500 meter kapgang                 | 15.07,4                                                                                |
| Sølv                                | Ernest Webb | Atletik                             | 10 miles kapgang                    | 1.17.31,0                                                                              |
| Sølv                                | Harold A. Wilson | Atletik                             | 1 500 meter                         | 4.03,6                                                                                 |
| Sølv                                | William Wood | Brydning                            | letvægt, fristil                    |                                                                                        |
| Sølv                                | Josiah Ritchie James Parke | Tennis                              | Double, mænd                        |                                                                                        |
| Sølv                                | George Caridia George Simond | Tennis                              | Double indendørs, mænd              |                                                                                        |
| Sølv                                | Edmund Bury Cecil Browning | Rackets                             | rackets double, mænd                |                                                                                        |
| Sølv                                | Charles Nix William Russell Lane-Joynt Walter Ellicot Thomas Ranken | Skydning                            | Løbende hjort enkeltskud, hold      | 85 point                                                                               |
| Sølv                                | Thomas Ranken | Skydning                            | Løbende hjort, enkeltskud           | 24 point                                                                               |
| Sølv                                | Edgar Amphlett Charles Daniell Cecil Haig Martin Holt Robert Montgomerie Edgar Seligman | Fægtning                            | kårde, holdkonkurrence              |                                                                                        |
| Sølv                                | Harcourt Ommundsen Arthur Fulton Fleetwood Varley John Martin William Padgett Philip Richardson | Skydning                            | armégevær, holdskydning             | 2497 point                                                                             |
| Sølv                                | Liverpool Police Thomas Butler James Clarke William Greggan Alexander Kidd Daniel McDonald-Lowey Patrick Philbin George Smith Thomas Swindlehurst                                                                                            | Tovtrækning                         | Tovtrækning, mænd                   |                                                                                        |
| Sølv                                | Irland · Edward Allman-Smith · Henry Brown · Walter Campbell · William Graham · Richard Gregg · Edward Holmes · Robert Kennedy · Henry Murphy · Walter Peterson · Charles Power · Frank Robinson                                             | Landhockey                          | Landhockey, herrer                  | Semifinale: · 3 - 1 Wales · Finale: · 1 - 8 England                                    |
| Sølv                                | Gustav Alexander J. Alexander L. Blockey George Buckland E.O. Dutton V.G. Gilbey S.N. Hayes F.S. Johnson Wilfrid Johnson Edward Jones Reginald Martin G.J. Mason Johnson Parker-Smith H. W. Ramsay Charles Scott Norman Whitley H. Shorrocks | Lacrosse                            | Lacrosse                            | Finale: · 10 - 14 Canada                                                               |
| Sølv                                | George Fairbairn Philip Verdon | Roning                              | Toer uden styrmand                  |                                                                                        |
| Sølv                                | Philip Filleul Harold Barker John Fenning Gordon Thomson | Roning                              | Firer uden styrmand                 |                                                                                        |
| Sølv                                | Hurlingham Walter Buckmaster Frederick Freake Walter Jones John Wodehouse | Polo                                | polo                                |                                                                                        |
| Sølv                                | Irland · John Hardress Lloyd · John McKann · Percy O'Reilly · Auston Rotherham | Polo                                | polo                                |                                                                                        |
| Sølv                                | James Davey L.F. Dean Edward Jackett Richard Jackett E.J. Jones James Jose A. Lawrey C.R. Marshall Barney Solomon Bert Solomon Nicholas Tregurtha John Trevaskis Thomas Wedge A. Wilcocks Arthur Wilson                                      | Rugby union                         | rugby union                         |                                                                                        |
| Sølv                                | "Mouchette" Charles MacIver J. M. Adam James Baxter William Davidson John Jellico John Kenion Charles R. MacIver Thomas Littledale Colin McLeod Robertson James Spence                                                                       | Sejlsport                           | 12-meterklassen                     |                                                                                        |
| Bronze                              | Edward Amoore | Skydning                            | 25 meter riffel forsvindende mål    | 45 point                                                                               |
| Bronze                              | John Jacob Astor | Rackets                             | rackets single, mænd                |                                                                                        |
| Bronze                              | George Barnes | Skydning                            | 50 og 100 yards riffel              | 385 point                                                                              |
| Bronze                              | Edward Barrett | Brydning                            | sværvægt, fristil                   |                                                                                        |
| Bronze                              | Frederick Beck | Brydning                            | mellemvægt, fristil                 |                                                                                        |
| Bronze                              | Henry Brougham | Rackets                             | rackets single, mænd                |                                                                                        |
| Bronze                              | Wilberforce Eaves | Tennis                              | Single, mænd                        |                                                                                        |
| Bronze                              | Arthur Gingell | Brydning                            | letvægt, fristil                    |                                                                                        |
| Bronze                              | Dorothy Greenhough-Smith | Kunstskøjteløb                      | Damer, single                       | 960,5 point                                                                            |
| Bronze                              | George Hall-Say | Kunstskøjteløb                      | Spesialfigurer herrer               | 104,0 point                                                                            |
| Bronze                              | Norman Hallows | Atletik                             | 1 500 meter                         | 4.04,0                                                                                 |
| Bronze                              | Beatrice Hill-Lowe | Bueskydning                         | National Round, damer               | 618 point                                                                              |
| Bronze                              | Harry Johnson | Boksning                            | letvægt                             |                                                                                        |
| Bronze                              | Con Leahy | Atletik                             | Højdespring                         | 1,88 meter                                                                             |
| Bronze                              | Neville Lytton | Jeu de paume                        | Par                                 | 48,0 point                                                                             |
| Bronze                              | William Marsden | Skydning                            | 25 meter riffel bevægeligt mål      | 24 point                                                                               |
| Bronze                              | Josiah Ritchie | Tennis                              | Single indendørs, mænd              |                                                                                        |
| Bronze                              | Alexander Rogers | Skydning                            | Løbende hjort, enkeltskud           | 24 point                                                                               |
| Bronze                              | Joan Winch | Tennis                              | Single, damer                       |                                                                                        |
| Bronze                              | Evan Noel Henry Leaf | Rackets                             | rackets double, mænd                |                                                                                        |
| Bronze                              | Frederick Parks | Boksning                            | sværvægt                            |                                                                                        |
| Bronze                              | William Philo | Boksning                            | mellemvægt                          |                                                                                        |
| Bronze                              | Hugh Roddin | Boksning                            | fjervægt                            |                                                                                        |
| Bronze                              | Madge Syers-Cave Edgar Syers | Kunstskøjteløb                      | Par                                 | 48,0 point                                                                             |
| Bronze                              | Edward Spencer | Atletik                             | 10 miles kapgang                    | 1.21.20,2                                                                              |
| Bronze                              | Leonard Tremeer | Atletik                             | 400 meter hæk                       | 57,0                                                                                   |
| Bronze                              | William Webb | Boksning                            | bantamvægt                          |                                                                                        |
| Bronze                              | Charles Cazalet Charles Dixon | Tennis                              | Double, mænd                        |                                                                                        |
| Bronze                              | Colin Brooks William Isaacs | Cykling                             | 2000 m tandem                       |                                                                                        |
| Bronze                              | Jesse Wallingford Geoffrey Coles Henry Lynch-Staunton Walter Ellicot | Skydning                            | 50 yards pistol, hold               | 1817 point                                                                             |
| Bronze                              | George Whitaker Gerald Skinner John Butt William Morris Harold Creasey Richard Hutton | Skydning                            | Trap, hold                          | 372 point                                                                              |
| Bronze                              | Metropolitan Police K Division Walter Chaffe Joseph Dowler Ernest Ebbage Thomas Homewood Alexander Munro William Slade Walter Tammas James Woodget                                                                                           | Tovtrækning                         | Tovtrækning, mænd                   |                                                                                        |
| Bronze                              | Skabelon:Lande data Skottland Alexander Burt John Burt Alastair Denniston Charles Foulkes Hew Fraser John Harper-Orr Ivan Laing Hugh Neilson William Orchardson Norman Stevenson Hugh Walker                                                 | Landhockey                          | Landhockey, herrer                  |                                                                                        |
| Bronze                              | Wales · Frederick Connah · Llewellyn Evans · Arthur Law · Richard Lyne · Wilfred Pallott · Frederick Phillips · Edwin Richards · Charles Shephard · Bertrand Turnbull · Philip Turnbull · James Williams                                     | Landhockey                          | Landhockey, herrer                  |                                                                                        |
| Bronze                              | Frank Jerwood Eric Powell, Oswald Carver Edward Williams Henry Goldsmith Harold Kitching, John Burn Douglas Stuart, Richard Boyle | Roning                              | Otter                               |                                                                                        |
| Bronze                              | "Sorais" Philip Hunloke Alfred Hughes Frederick Hughes George Ratsey William Ward | Sejlsport                           | 8-meterklassen                      |                                                                                        |